# Můj Vůdce: Skutečně skutečná skutečnost o Adolfu Hitlerovi
Můj Vůdce: Skutečně skutečná skutečnost o Adolfu Hitlerovi (orig. Mein Führer – Die wirklich wahrste Wahrheit über Adolf Hitler) je komediální německý film z roku 2007 natočený podle scénáře Daniho Levyho, který film zároveň režíroval.

## Děj
Těsně před koncem války je Německo na kolenou, stejně jako jeho Führer. Tak jako je Berlín v troskách, propadá depresím i Adolf Hitler. Blíží se nový rok 1945 a Vůdce má přednést před Berlíňany novoroční projev, při kterém by měl Němce povzbudit a naposledy se ještě pokusit zvrátit děj války. Ministr propagandy Joseph Goebbels proto plánuje postavit svého Vůdce opět na nohy a roztáčí tak velmi riskantní plán. Posílá pro někdejšího profesora herectví žida Adolfa Grünbauma, který by měl dát Vůdce do formy. Oba aktéři nejprve odmítnou, ale nakonec se dají do práce a německý Vůdce svou řeč na Nový rok 1945 opravdu přednese. Ovšem vše dopadne zcela jinak, než si Goebbels přál.

## Osoby a obsazení
- Helge Schneider: Adolf Hitler
- Ulrich Mühe: Adolf Grünbaum
- Sylvester Groth: Joseph Goebbels
- Ulrich Noethen: Heinrich Himmler
- Stefan Kurt: Albert Speer
- Lambert Hamel: Obergruppenführer Johann Rattenhuber
- Adriana Altaras: Elsa Grünbaum
- Lars Rudolph: Heinz Linge
- Katja Riemann: Eva Braun
- Ilja Richter: Kurt Gerheim
- Meret Becker: Sekretářka
- Torsten Michaelis: SS-Wachmann Moltke
- Wolfgang Becker: KZ-Kommandant Banner
- Tim Fischer: Kempkas Geliebter
- Marion Kracht: Rosemarie Riefenstahl
- Hinnerk Schönemann: komisař